# Linia kolejowa Domodossola – Milano
Linia kolejowa Mediolan–Domodossola – główna włoska linia kolejowa i ważny element europejskiej sieci kolejowej. Jest to jedna z najbardziej ruchliwych linii Włoch dla pociągów pasażerskich i towarowych. Linia łączący Mediolan z Domodossolą i dalej z Brig-Glis, ważnym węzłem kolejowym Szwajcarii, przez tunel Simplon. Linia biegnie przez niższe tereny prowincji Varese, w dolinie Ossola i wzdłuż brzegu jeziora Maggiore.